# Tinjomoyo
Tinjomoyo is een bestuurslaag in het regentschap Semarang van de provincie Midden-Java, Indonesië. Tinjomoyo telt 9666 inwoners (volkstelling 2010).